# Arrest Blijf van mijn auto!
Het arrest Blijf van mijn auto! (HR 18 mei 1993, NJ 1993/691) is een arrest van de Nederlandse Hoge Raad dat betrekking heeft op noodweer en noodweerexces.

## Casus
Een vrouw schopt tegen een auto. De bestuurder van de vrij nieuwe auto stapt uit, waarop de vrouw hem aanvliegt en hij haar slaat.

## Rechtsvraag
Kan de verdachte zich beroepen op noodweerexces? (Nee) 

## Procesgang
De man werd in hoger beroep door het hof wegens mishandeling veroordeeld tot een maand voorwaardelijke gevangenisstraf en een geldboete van 500 gulden.

### Hoge Raad
Het cassatieberoep is verworpen. Het beroep op noodweer en noodweerexces is niet gehonoreerd. Een beroep op noodweerexces kan pas aan de orde komen als een beroep op noodweer gerechtvaardigd is.

### Tweede middel
Het tweede middel klaagt tegen de verwerping van het beroep op respectievelijk noodweer en noodweerexces.
De Hoge Raad overwoog:

6.2

(...) Het beroep op noodweer heeft het hof op feitelijke en niet onbegrijpelijke gronden verworpen. In cassatie kan niet worden onderzocht of dit oordeel juist is. In aansluiting op de verwerping van het beroep op noodweer heeft het hof het beroep op noodweerexces verworpen, ‘reeds omdat, op grond van hetgeen hiervoor bij de bespreking van het beroep op noodweer is overwogen, geen sprake was van een noodzakelijke verdediging’.
Aldus heeft het hof het beroep op noodweerexces verworpen op een niet van een onjuiste rechtsopvatting blijk gevende en toereikend gemotiveerde grond. Immers: Van overschrijding van de grenzen van noodzakelijke verdediging kan slechts sprake zijn indien

[a]
de verdachte de hem verweten gedraging heeft verricht in een situatie waarin, en op een tijdstip waarop, voor hem de noodzaak bestond tot verdediging van eigen of eens anders lijf, eerbaarheid of goed tegen een ogenblikkelijke, wederrechtelijke aanranding, maar daarbij als onmiddellijk gevolg van een hevige door die aanranding veroorzaakte gemoedsbeweging verder gaat dan geboden is, dan wel indien

[b]
op het tijdstip van de aan de verdachte verweten gedraging de onder a bedoelde situatie weliswaar is beëindigd en derhalve de noodzaak tot verdediging niet meer bestaat, doch niettemin deze gedraging toch het onmiddellijk gevolg is van een hevige gemoedsbeweging veroorzaakt door de daaraan voorafgaande wederrechtelijke aanranding. Overschrijding van de grenzen van noodzakelijke verdediging als bedoeld in art. 41 tweede lid Sr kan zich mitsdien alleen voordoen indien deze verdediging noodzakelijk is of noodzakelijk is geweest.